# Centro Internacional para a Arbitragem de Disputas sobre Investimentos
O Centro Internacional para Resolução de Controvérsias sobre Investimentos, também conhecido como Centro Internacional para a Arbitragem de Disputas sobre Investimentos (ICSID) ou Centro Internacional para a Resolução de Diferendos relativos a Investimentos (CIRDI), é uma instituição de arbitragem internacional estabelecida em 1965 para a resolução jurídica de controvérsias e para a conciliação entre investidores internacionais. O ICSID é parte integrante do Grupo Banco Mundial, sediado em Washington, D.C., nos Estados Unidos da América.
É uma instituição autônoma, multilateral e especializada, cujos objetivos são encorajar o fluxo internacional de investimentos e mitigar riscos não-comerciais. O ICSID foi constituído por intermédio de um tratado internacional denominado "Convenção sobre a Resolução de Controvérsias sobre Investimentos entre Estados e Nacionais de Outros Estados", elaborado pelos diretores executivos do Banco Internacional para Reconstrução e Desenvolvimento (BIRD) e assinado pelos países membros desta última entidade. Posteriormente, outras normas jurídicas internacionais passaram a ampliar ou a complementar a convenção.  
Em maio de 2016, o ICSID detinha o consentimento de 153 Estados-membros para assegurar a execução e o cumprimento de sentenças arbitrais (ou laudos), em consonância com a Convenção do ICSID. O Centro também desempenha atividades de assessoramento e está envolvido em numerosas publicações.   

## Governança
O ICSID é conduzido por seu Conselho Administrativo, que se reúne anualmente, elege o Secretário-Geral e o Secretário-Geral Substituto do Centro, conduz os procedimentos arbitrais e aprova o orçamento e o relatório anual da entidade, bem como normas e regulamentos. O Conselho é composto por um representante de cada um dos Estados-membros e chefiado pelo Presidente do Grupo Banco Mundial, que não tem voto nas reuniões.  
As operações corriqueiras do ICSID são conduzidas pelo Secretariado, que dispõe de cerca de 40 funcionários e é comandado pelo Secretário-Geral do ICSID. O Secretariado fornece apoio ao Conselho Administrativo na condução dos procedimentos do Centro, além de gerenciar o Painel de Conciliadores e o Painel de Árbitros. Cada um dos Estados-membros contratantes pode designar 4 pessoas para cada painel. No comando cotidiano da instituição, o Secretário-Geral é responsável pela representação jurídica do ICSID e atua como escrivão dos procedimentos instaurados. 
Atualmente, Meg Kinnear é a Secretária-Geral do ICSID. Foi eleita no ano de 2009 e reconduzida para a função no ano de 2015.

## Membros
Os 161 Estados-membros do ICSID assinaram a convenção constitutiva. Esse grupo inclui tanto os 160 países que integram as Nações Unidas quanto o Kosovo. Apenas 153 desses países são "Estados-membros contratantes" - ou, em outras palavras, concluíram os procedimentos de ratificação nacional para que a convenção vigorasse em seus territórios, por oposição àqueles países que apenas assinaram a convenção, mas não a ratificaram. Todos os Estados-membros do ICSID são obrigados a reconhecer e a garantir a execução e o cumprimento das sentenças arbitrais proferidas pelo Centro.

### Signatários e não contratantes
Os seguintes Estados assinaram a Convenção do ICSID, nas datas entre parênteses, mas não a ratificaram:
- Etiópia (1965);
- Tailândia (1985);
- Belize (1986);
- Guiné-Bissau (1991);
- Rússia (1992);
- Quirguistão (1995);
- Namíbia (1998); e
- República Dominicana (2000).

### Não membros
Há grandes economias que não integram o ICSID. Podem ser destacados os seguintes países:
- África do Sul;
- Brasil; e
- Índia.

### Ex-integrantes
São ex-integrantes do ICSID:
- Bolívia (retirada em 2007);
- Equador (retirada em 2009); e
- Venezuela (retirada em 2012).

## Atividades
O ICSID não conduz procedimentos de arbitragem ou de conciliação por conta própria, mas oferece apoio institucional e operacional a comissões de conciliação, a tribunais arbitrais e a outros comitês. O Centro dispõe de 2 conjuntos de normas que determinam como os casos serão iniciados e tramitados: a) a Convenção, os Regulamentos e as Normas do ICSID; ou b) as Regras do Mecanismo Complementar do ICSID. 
Para que tramite de acordo com a Convenção do ICSID, é necessário que a controvérsia existente se estabeleça entre um dos Estados-membros contratantes do Centro e um nacional de outro Estado-membro contratante. Outro requisito é o de que o litígio deve ter natureza jurídica e estar relacionado diretamente a um investimento. Por outro lado, as Regras do Mecanismo Complementar do ICSID apresentam mais flexibilidade e podem ser utilizadas quando houver controvérsia entre um Estado e um nacional de outro país, na qual uma das partes não seja um Estado-membro contratante ou um nacional de um Estado-membro contratante. Mesmo assim, grande parte dos casos é arbitrada sob a Convenção do ICSID. A utilização da conciliação e da arbitragem oferecidas pelo ICSID é totalmente facultativa. Porém, quando as partes consentem com a submissão do caso à arbitragem sob as normas da convenção, nenhum dos litigantes poderá revogar unilateralmente seu consentimento.
Ademais, o Secretariado do ICSID poderá gerenciar procedimentos de resolução de controvérsias sob a égide de outros tratados internacionais. É frequente que o Secretariado ofereça apoio a tribunais arbitrais ou a partes litigantes em arbitragens entre investidores e Estados, com base no regulamento da Comissão das Nações Unidas para o Direito do Comércio Internacional (UNCITRAL). O ICSID fornece apoio administrativo e técnico em numerosos procedimentos de resolução de controvérsias internacionais, por intermédio de outras instituições, tais como o Tribunal Permanente de Arbitragem na Haia, Holanda; a Corte de Arbitragem Internacional de Londres, Reino Unido; e a Câmara de Comércio Internacional de Paris, França. Embora os procedimentos do ICSID normalmente ocorram em Washington, D.C., as partes podem acordar que os atos processuais sejam praticados em numerosas localidades e instituições parceiras, incluindo não apenas as cidades já mencionadas, mas também no Cairo, Egito; em Kuala Lumpur, Malásia; em Lagos, Nigéria; em Melbourne e em Sydney, Austrália; em Colônia, Alemanha; em Bogotá, Colômbia; e em Singapura, Bahrein e Hong Kong. 
O ICSID também presta atividades de assessoria e de pesquisa. Merecem destaque a publicação "Direitos do Investimento do Mundo e dos Tratados de Investimento" ("Investment Laws of the World and of Investment Treaties") e o periódico jurídico "ICSID Review: Foreign Investment Law Journal", publicado desde 1986.

## Sinopses de casos recentes
- Em junho de 2012, o governo da Indonésia foi processado por uma empresa de mineração sediada em Londres, a Churchill Mining, depois de haver revogado os direitos de concessão de uma empresa local na qual a companhia britânica havia investido. O governo refuta as afirmações, alegando que a Churchill Mining não detinha o tipo correto de licenciamento para mineração[4].
- Em outubro de 2012, um tribunal arbitral constituído junto ao ICSID condenou o governo do Equador ao pagamento de US$ 1,8 bilhão à empresa Occidental Petroleum. Além disso, o Equador teve de pagar US$ 589 milhões em juros compostos vencidos e metade das custas processuais de arbitragem, o que levou a sanção total ao valor de cerca de US$ 2,4 bilhão. O país sul-americano anulou um contrato com a empresa petrolífera, sob a alegação de que o acordo havia violado cláusula específica, segundo a qual a empresa não poderia alienar seus direitos a outra entidade sem permissão governamental. O tribunal arbitral concordou com a tese de que houve violação da cláusula, mas julgou que a anulação do contrato não representou um tratamento justo e equitativo à empresa[4].
- Em novembro de 2012, a empresa petrolífera irlandesa Tullow Oil levou o governo de Uganda a julgamento, após a incidência de imposto sobre valor agregado (VAT) sobre bens e serviços que a empresa havia adquirido ou contratado para suas operações no país. O governo de Uganda argumentou que não havia possibilidade de tributar tais operações antes que fossem iniciadas as perfurações petrolíferas[5].
- A gigante do tabaco Philip Morris processou o Uruguai por supostas infrações ao tratado bilateral de investimento entre Suíça e Uruguai, tendo em vista que o governo uruguaio havia exigido que os pacotes de cigarro mostrassem advertências de saúde explícitas, e a Austrália por supostas infrações ao tratado bilateral entre Austrália e Hong Kong, tendo em vista que o governo australiano havia efetuado a exigência de embalagem simples para os cigarros comercializados. A empresa afirmou que as exigências referentes ao empacotamento de cigarros em ambos os países prejudicavam o investimento efetuado[4].
- No contexto da redução da energia nuclear na Alemanha, a empresa sueca de energia Vattenfall buscou compensação do governo alemão pelo encerramento prematuro das plantas nucleares[6].

## Detalhes estatísticos dos casos
O ICSID produz relatórios periódicos a respeito dos casos iniciados, da distribuição geográfica das controvérsias, dos setores econômicos envolvidos e dos resultados dos procedimentos arbitrais. Todas essas informações podem ser consultadas diretamente no website da instituição (disponível em inglês, francês e espanhol).
Desde a sua inauguração até 31 de dezembro de 2015, o ICSID havia registrado 549 casos vinculados à Convenção do ICSID e às Regras do Mecanismo Complementar (Additional Facility Rules). 

## O ICSID e os países de língua portuguesa

### Brasil
A República Federativa do Brasil não ratificou a convenção do ICSID. Desse modo, não é um Estado-membro do Centro, embora integre e haja ratificado todos os demais acordos constitutivos das outras instituições do Grupo Banco Mundial - a saber, do Banco Internacional para Reconstrução e Desenvolvimento (BIRD), da Associação Internacional de Desenvolvimento (IDA), da Corporação Financeira Internacional (IFC) e da Agência Multilateral de Garantia de Investimentos (MIGA). 
O Brasil tampouco tem ratificado tratados bilaterais de investimento, que costumam ser normas internacionais bastante invocadas em controvérsias do ICSID. O país optou, em um passado recente, pela celebração de um modelo normativo próprio nos relacionamentos econômicos bilaterais, designado Acordo de Cooperação e Facilitação de Investimentos (ACFI).  

### Portugal
Em Portugal, o ICSID é conhecido como Centro Internacional para a Resolução de Diferendos relativos a Investimentos (CIRDI). O Estado português aderiu ao tratado internacional do Centro, conforme publicação no Diário da República nº 79, I Série, de 3 de abril de 1984.